# Road manager
Nell'industria musicale, il road manager è quella figura che si occupa degli aspetti logistici ed economici relativi a tournée di medio-piccole dimensioni di artisti musicali, i quali, liberi da tali impegni, possono concentrarsi esclusivamente sul lato artistico dei concerti. Quando le tournée sono di grande livello e di rilevante impegno economico, tale ruolo e le maggiori responsabilità che ne derivano sono invece a carico di un tour manager.
Tra gli svariati compiti che spettano ad un road manager, i più importanti sono i seguenti:

## Pianificazione dell'evento
Prenotazione dei pernottamenti e dei pasti, organizzazione del trasporto dei musicisti, dei roadies e della strumentazione, prenotazione dei locali o delle aree, nel caso di concerti all'aperto, dove gli artisti si esibiranno, noleggio del materiale necessario (ad esempio i diffusori acustici per i concerti all'aperto), pubblicizzazione dell'evento, fissare prezzi e modalità di pagamento con i fornitori ed i clienti.

## Tour bus
Nel caso si rendesse necessario, il tour manager deve trovare un automezzo di dimensioni adatte alle esigenze degli artisti, ed attrezzarlo di conseguenza. Organizza anche il trasporto dell'artista fino al punto di partenza del bus.

## Personale di supporto
Gestione dei roadies che accompagnano gli artisti nei loro spostamenti, che di solito sono i tecnici di fiducia degli artisti stessi, come il tecnico del suono, il tecnico delle luci, eventuali tecnici di altra strumentazione (ad esempio degli strumenti musicali), eventuali guardie del corpo etc., e gestione della manovalanza, come il personale che monta il palco, che di solito viene reperita nel luogo del concerto.

## Luogo del concerto
Assicurarsi assieme ai responsabili locali che tutto sia predisposto come da richieste degli artisti, sovrintendere allo scarico ed al posizionamento della strumentazione, gestione dei trasporti prima e dopo l'evento.

## Aspetti economici
Totale responsabilità sugli aspetti economici dei concerti, incasso del corrispettivo pattuito, pagamento dei fornitori, organizzazione del merchandising dei prodotti collegati all'artista, come i CD, le magliette, i poster etc., apertura e gestione di un conto bancario su cui appoggiarsi per i pagamenti in entrata ed in uscita.
Date le difficoltà di seguire gli innumerevoli aspetti relativi a questa professione, e la delicatezza dell'impegno dovuta alla responsabilità della gestione del denaro, un road manager deve essere una persona di provata esperienza e deve godere della fiducia dell'artista e del suo manager.